# Кубок Латвії з футболу 2004
Кубок Латвії з футболу 2004 — 63-й розіграш кубкового футбольного турніру в Латвії. Титул вдруге поспіль здобув Вентспілс.

## Календар
| Раунд        | Дата                       | Матчі | Клуби   |
| ------------ | -------------------------- | ----- | ------- |
| Перший раунд | 2-16 травня 2004           | 8     | 38 → 30 |
| Другий раунд | 15 травня - 13 червня 2004 | 6     | 30 → 24 |
| Третій раунд | 22-26 червня 2004          | 8     | 24 → 16 |
| 1/8 фіналу   | 1-20 липня 2004            | 8     | 16 → 8  |
| 1/4 фіналу   | 8 серпня 2004              | 4     | 8 → 4   |
| 1/2 фіналу   | 12 вересня 2004            | 2     | 4 → 2   |
| Фінал        | 26 вересня 2004            | 1     | 2 → 1   |

## Перший раунд
| Команда 1               | Рахунок      | Команда 2               |
| ----------------------- | ------------ | ----------------------- |
| 2 травня 2004           |              |                         |
| Абулс (Смілтене) (3)    | 5:0          | Кадага (4)              |
| 15 травня 2004          |              |                         |
| Ілуксте (3)             | 2:2 пен. 4:3 | Алуксне (3)             |
| Марко/ЛСПА (Рига) (3)   | 6:0          | Каугурі (Юрмала) (3)    |
| Лінде-Н (Кулдіга) (3)   | 1:0          | Міку/УПТК (Лієпая) (3)  |
| ОЦ Вентспілс (3)        | 1:3          | Салдус/Броцени (3)      |
| Супер Нова (Слампе) (3) | 0:7          | Офрісс (Рига) (3)       |
| Аутонет (Добеле) (3)    | 2:1          | Варавішкне (Лієпая) (3) |
| 15 травня 2004          |              |                         |
| Олайне (3)              | 0:2          | Юрнієкс (Рига) (3)      |

## Другий раунд
| Команда 1             | Рахунок | Команда 2             |
| --------------------- | ------- | --------------------- |
| 15 травня 2004        |         |                       |
| Стайцеле (3)          | 3:2     | Кварц (Мадона) (3)    |
| 16 травня 2004        |         |                       |
| Енкурс (Рига) (3)     | 4:1     | ФШ Рига (3)           |
| 4 червня 2004         |         |                       |
| Лінде-Н (Кулдіга) (3) | 1:2     | Аутонет (Добеле) (3)  |
| 12 червня 2004        |         |                       |
| Ілуксте (3)           | 1:0     | Абулс (Смілтене) (3)  |
| Салдус/Броцени (3)    | 4:3     | Офрісс (Рига) (3)     |
| 13 червня 2004        |         |                       |
| Юрнієкс (Рига) (3)    | 2:0     | Марко/ЛСПА (Рига) (3) |

## Третій раунд
| Команда 1               | Рахунок      | Команда 2                        |
| ----------------------- | ------------ | -------------------------------- |
| 22 червня 2004          |              |                                  |
| ЮФЦ Сконто (Рига) (2)   | 5:0          | Енкурс (Рига) (3)                |
| 26 червня 2004          |              |                                  |
| Фортуна/ОСЦ (Огре) (2)  | 2:0          | Балву Вілкі/АТУ (2)              |
| Вента (Вентспілс) (2)   | 3:3 пен. 8:9 | Зібенс/Земессардзе (Ілуксте) (2) |
| Валмієра (2)            | 4:3          | Ілуксте (3)                      |
| Стайцеле (3)            | 5:4          | Єлгава (2)                       |
| РФШ/Фламінко (Рига) (2) | 4:0          | Аутонет (Добеле) (3)             |
| Дижнавагі (Резекне) (2) | 7:2          | Албертс (Рига) (2)               |
| Юрнієкс (Рига) (3)      | 4:4 пен. 2:4 | Салдус/Броцени (3)               |

## 1/8 фіналу
| Команда 1                        | Рахунок | Команда 2           |
| -------------------------------- | ------- | ------------------- |
| 1 липня 2004                     |         |                     |
| Дижнавагі (Резекне) (2)          | 1:4     | Металургс (Лієпая)  |
| РФШ/Фламінко (Рига) (2)          | 0:9     | Юрмала              |
| Валмієра (2)                     | 0:8     | Рига                |
| Стайцеле (3)                     | 0:14    | Вентспілс           |
| Зібенс/Земессардзе (Ілуксте) (2) | 0:1     | Ауда (Рига)         |
| Фортуна/ОСЦ (Огре) (2)           | 0:13    | Сконто              |
| 4 липня 2004                     |         |                     |
| Салдус/Броцени (3)               | 0:9     | Діттон (Даугавпілс) |
| 20 липня 2004                    |         |                     |
| ЮФЦ Сконто (Рига) (2)            | 0:3     | Дінабург            |

## 1/4 фіналу
| Команда 1     | Рахунок      | Команда 2           |
| ------------- | ------------ | ------------------- |
| 8 серпня 2004 |              |                     |
| Рига          | 1:1 пен. 4:5 | Металургс (Лієпая)  |
| Юрмала        | 1:2          | Сконто              |
| Ауда (Рига)   | 0:1          | Діттон (Даугавпілс) |
| Вентспілс     | 2:1 дч       | Дінабург            |

## 1/2 фіналу
| Команда 1           | Рахунок | Команда 2          |
| ------------------- | ------- | ------------------ |
| 12 вересня 2004     |         |                    |
| Сконто              | 2:1     | Металургс (Лієпая) |
| Діттон (Даугавпілс) | 0:2     | Вентспілс          |

## Фінал
| 26 вересня 2004 |

| Сконто      | 1:2      | Вентспілс            |
| ----------- | -------- | -------------------- |
| Буйткус 86' | Протокол | Рімкус 40' Бичка 71' |

| Сконто, Рига Глядачів: 4 700 Арбітр: Андрій Сипайло |